# Бараґой
Бараґой — торгове місто в північній частині Кенії, яке розташоване на північ від Маралалу та на схід від долини Суґута. Місто розташоване в окрузі Самбуру. Населення міста — близько 20 000 (перепис 1999 року) та складається головно з племен самбуру та туркана.

## Історія
Містечко з'явилося на початку 1930-х років навколо ринку худоби. У 1940-х роках у місті було 3 магазини, де місцеві пастухи могли купити продукти харчування та інші товари. Певний час у містечку була протестантська школа, у якій навчалися 17 учнів, але пізніше її було зачинено та переведено до Маралалу.
Прибутки місцевих мешканців, які служили в миротворчому контингенті в Боснії і Герцеговині у 1994 році, призвели до збільшення кількості магазинів, готелів, кафе та інших закладів у містечку.
У 2012-2013 роках відбулися зіткнення між турканською та самбуруською громадами через крадіжки худоби. Внаслідок атак загинуло кілька десятків осіб. Спочатку представники самбуру напали на скотоводів туркана та захопила кількасот голів худоби, вбивши десяток захисників. Після цього озброєні вояки туркана здійснили 2 рейди, внаслідок яких захопили худобу та вбили більше 50 супротивників.

## Транспорт
Барагой пов'язаний з Маралалом автобусним сполученням. Дістатися далі на північ Кенії станом на 2002 рік можна було лише автостопом.